# Oligotrichum tristaniense
Oligotrichum tristaniense är en bladmossart som beskrevs av Dixon in Christophersen 1960. Oligotrichum tristaniense ingår i släktet Oligotrichum och familjen Polytrichaceae. Inga underarter finns listade i Catalogue of Life.